# Rudolf Klose
Rudolf Klose (* 20. Januar 1910 in Gera; † 25. März 1976 ebenda) war ein deutscher Maler.

## Leben und Werk
Klose besuchte von 1916 bis 1922 in Gera die Volksschule und dann bis 1924 die Aufbauschule. Diese musste er nach dem Tod seines Vaters aus finanziellen Gründen abbrechen, und er begann in Gera eine Lehre als Maler, die er 1927 abschloss. Er ging danach auf die Walz und arbeitete bis 1944 als Malergeselle und als Malermeister in Gera.
1930 war er Saisonarbeiter in St. Gallen, von wo er auch Ausflüge nach Österreich unternahm. Schon seit der Schulzeit hatte Klose sich mit Malerei, Grafik und Kunstgeschichte befasst und sich künstlerisch betätigt, und er war dann neben seiner beruflichen Tätigkeit immer autodidaktisch künstlerisch tätig.
1939 heiratete er Lucie Klose. Sie bekamen 1940, 1941, 1942 und 1946 vier Kinder, von denen eines 1945 starb.
1944 wurde Klose bei der Geraer Firma Wächter als Malermeister und Kontrolleur für den Schutz der Oberflächenbeschichtung beim Bau von Flugzeugen dienstverpflichtet.
Nach Ende des Zweiten Weltkrieges war er von 1945 bis 1950 Teilhaber des Geraer Malergeschäfts Möckel.
1946 trat Klose in die SED ein, 1950 wurde er Mitglied des Verbands Bildender Künstler der DDR.
Von 1950 bis 1952 arbeitet Klose als Zeichenlehrer an der Neulandschule in Gera. In dieser Zeit erhielt er erste Aufträge für künstlerische Wandgestaltungen an Neubauten. So schuf er u. a. mit Rudolf G. Werner Wandbilder in der Jugendherberge Weida. Im Wettbewerb für die Wandgestaltung im Pharmakologischen Institut der Universität Jena erhielt er 1957 den ersten Preis. Ab 1959 hatte Klose einen Werkvertrag mit dem Stahlwerk Silbitz, in dem er einen Volkskunstzirkel leitete und für das er Bilder schuf.
Seit Ende der 1950er Jahre schuf Klose vor allem als Auftragsarbeiten baugebundene Werke und Tafelbilder. Daneben entstanden als freie Arbeiten Landschaftsbilder, Stillleben, vor allem in Öl und Aquarell, Zeichnungen und Druckgrafik und in seinen letzten Lebensjahren Collagen, Assemblagen, künstlerische Fotografien, Karikaturen, aber auch Plastiken.
Er unternahm 1964, 1967 und 1973 kurze Reisen nach Prag und 1973 eine Reise nach Bulgarien. 1969, 1974 und 1979 war Klose in Gera auf den Bezirkskunstausstellungen vertreten.
Im Otto-Dix-Haus Gera befinden sich mehrere Tafelbilder Kloses.

## Werke (Auswahl)
- Junge Astronomen (Tafelbild, 1952/53)[2]